# ایدن میچل
آیدان میتچال (انگلیسی: Aidan Mitchell؛ زادهٔ ۴ اکتبر ۱۹۹۳) یک هنرپیشه اهل ایالات متحده آمریکا است.